# Mariusz Kormanek
Mariusz Franciszek Kormanek – polski leśnik, doktor habilitowany nauk rolniczych, profesor na Uniwersytecie Rolniczym im. Hugona Kołłątaja w Krakowie, specjalista od techniki leśnej oraz mechanizacji prac leśnych.

## Kariera naukowa
W 1995 roku na Uniwersytecie Rolniczym im. Hugona Kołłątaja w Krakowie uzyskał tytuł magistra inżyniera w zakresie techniki rolniczej i leśnej. W 1997 roku został zatrudniony na tejże uczelni, a w 2004 roku na jej  Wydziale Leśnym uzyskał stopień doktora nauk rolniczych w zakresie leśnictwa na podstawie rozprawy pt. Techniczne i przyrodnicze aspekty oddziaływania kół pojazdów na wybrane gleby leśne, której promotorem była Maria Walczykova. W 2016 roku ten sam wydział nadał mu stopień doktora habilitowanego nauk rolniczych w dyscyplinie leśnictwa na podstawie pracy pt. Relacja między mechanicznie zagęszczoną glebą a cechami biometrycznymi i jakością hodowlaną jednorocznych siewek sosny zwyczajnej Pinus sylvestris L. oraz buka zwyczajnego Fagus sylvatica L.